# Mohamed Ould Bouamatou
Mohamed Hmayen Ould Bouamatou (1953) es un empresario y banquero mauritano, presidente del Banco General de Mauritania, además de otras empresas.
En 1975 abandono su tarea como profesor para crear su primera empresa, Sompiex, dedicada a la importación y exportación. Desde entonces fue creando negocios en el país, en muchos casos asociados con empresas francesas y belgas y dedicados a distintos sectores, sobre todo el comercio y la construcción, así como la industria agroalimentaria. En la actualidad es el presidente y principal accionista del Banco General de Mauritania (31% de acciones). Además es un importante accionista de Mauritania Airways (39 por 100 de capital, por detrás de Tunisair), participadas a través del Grupo de Empresas Bouamatou. También es presidente de la Confederación Patronal de Mauritania.